# Beinn a' Chlaidheimh
Beinn a' Chlaidheimh är ett berg i Storbritannien.   Det ligger i kommunen Highland och riksdelen Skottland, i den norra delen av landet, 800 km nordväst om huvudstaden London. Toppen på Beinn a' Chlaidheimh är 881 meter över havet.
Terrängen runt Beinn a' Chlaidheimh är huvudsakligen kuperad.Runt Beinn a' Chlaidheimh är det mycket glesbefolkat, med 2 invånare per kvadratkilometer. Närmaste större samhälle är Ullapool, 17,5 km norr om Beinn a' Chlaidheimh. Trakten runt Beinn a' Chlaidheimh består i huvudsak av gräsmarker.